# Acacia guachapele
Acacia guachapele é uma espécie de leguminosa do gênero Acacia, pertencente à família Fabaceae.